# Ріхтер Борис Стефанович
Бори́с Стефа́нович Рі́хтер (1898—1945) — радянський воєначальник, генерал-майор (1940), учасник Першої світової, Громадянської та Другої світової воєн. У 1941 році потрапив у німецький полон, перейшов на бік противника і вів активну боротьбу проти радянської влади, в 1943 році заочно засуджений у СРСР до розстрілу.

## Біографія
Борис Ріхтер народився 11 січня 1898 року в місті Жмеринка в сім'ї стовбового дворянина, працював інженером шляхів сполучення. У 1914 році його батько був призваний по мобілізації в царську армію, брав участь у Першій світовій війні й загинув у 1915 році. Ріхтер екстерном закінчив шість класів, а в 1916 році — Олександрівське військове училище в Москві. До 1917 року брав участь у Першій світовій війні на посаді начальника кулеметної роти стрілецького полку, дослужився до звання поручика.
У червні 1918 року Ріхтер добровільно вступив у Робітничо-селянську Червону армію. Брав участь у Громадянській війні в 1918-1921 роках на посаді командира кулеметної команди полку. До 1926 року Ріхтер командував різними кулеметними підрозділами. У 1929 році закінчив Військову академію імені Фрунзе. У 1929—1932 роках Ріхтер служив заступником начальника і начальником оперативного відділу штабу стрілецької дивізії Українського військового округу, потім був призначений начальником штабу дивізії. У 1935—1936 роках Ріхтер командував стрілецьким полком. У 1938 році закінчив Військову академію Генерального штабу, після чого працював начальником факультету Військово-хімічної академії. 4 червня 1940 року йому було присвоєно звання генерал-майора. 15 липня 1940 року Ріхтер був призначений начальником штабу 6-го стрілецького корпусу Київського особливого військового округу.
У перші дні після нападу фашистської Німеччини на Радянський Союз корпус Ріхтера брав участь у боях уздовж державного кордону СРСР на Південно-Західному фронті, прикриваючи львівський виступ, що утворився після зайняття радянськими військами територій Західної України у вересні 1939 року. 28 червня 1941 року Ріхтер при прориві німецьких танків до штабу корпусу був захоплений у полон. Спочатку утримувався у таборі для військовополонених Ярослав в окупованій Польщі.
Згідно зі свідченнями 19 заарештованих в СРСР агентів німецької розвідки, з 1942 року Ріхтер під прізвищем Рудаєв очолював розвідувально-диверсійну школу абверу, розташовану у захопленій німцями Варшаві. На підставі цих свідчень 21 червня 1943 року Військова колегія Верховного Суду СРСР заочно засудила Ріхтера до вищої міри покарання. Відомості про подальшу долю Ріхтера розходяться — за деякими даними, він був розстріляний у серпні 1945 року, за іншим — вирок так і не був приведений у виконання, так як Ріхтер пропав без вісті в останні дні війни.

## Нагороди
- Орден Червоного Прапора (1923[3]).